# Secamone bosseri
Secamone bosseri är en oleanderväxtart som beskrevs av J. Klackenberg. Secamone bosseri ingår i släktet Secamone och familjen oleanderväxter. Inga underarter finns listade i Catalogue of Life.